# Góliás Róbert
Góliás Róbert (Budapest, 1928. július 26. – Budapest, 1993. október 12.) sportvezető.

## Élete
1947-ben kereskedelmi iskolai érettségit tett. 1966-ban a Testnevelési Főiskolán sportszervezői diplomát szerzett.
1946 és 1956 között a Néphadsereg munkatársa, majd katonai főiskolai történelem-előadóként dolgozott. Közben 1947–48-ban a Nemzeti Sportbizottság munkatársa, 1948–49-ben az Országos Sporthivatal előadója volt. 1957-ben került a Budapesti Labdarúgó-szövetséghez, ahol 1958 és 1982 között főtitkárként is dolgozott.
1970–71-ben az ő szervező munkájával rendezték meg az első - nem hivatalos - női labdarúgó-bajnokságot Magyarországon, két csoportban 14-14 csapat részvételével. A magyar női labdarúgás első húsz évének legfőbb adatai, statisztikái az ő gyűjtőmunkájának köszönhetően maradtak fenn.